# Веймаут (Массачусетс)
Веймаут (англ. Weymouth) — місто (англ. city) в США, в окрузі Норфолк штату Массачусетс. Населення — 57 437 осіб (2020).

## Географія
Веймаут розташований за координатами 42°12′24″ пн. ш. 70°56′45″ зх. д. / 42.20667° пн. ш. 70.94583° зх. д. (42.206676, -70.945845). За даними Бюро перепису населення США в 2010 році місто мало площу 55,95 км², з яких 43,49 км² — суходіл та 12,46 км² — водойми.

### Клімат
| Клімат : Веймаут        | Клімат : Веймаут | Клімат : Веймаут | Клімат : Веймаут | Клімат : Веймаут | Клімат : Веймаут | Клімат : Веймаут | Клімат : Веймаут | Клімат : Веймаут | Клімат : Веймаут | Клімат : Веймаут | Клімат : Веймаут | Клімат : Веймаут | Клімат : Веймаут |
| Показник                | Січ.             | Лют.             | Бер.             | Квіт.            | Трав.            | Черв.            | Лип.             | Серп.            | Вер.             | Жовт.            | Лист.            | Груд.            | Рік              |
| Середній максимум, °C   | 3,9              | 5,6              | 9,4              | 15,0             | 21,1             | 26,1             | 29,4             | 28,3             | 23,9             | 18,3             | 12,2             | 6,1              | 16,6             |
| Середня температура, °C | −1,1             | 0,0              | 4,4              | 9,4              | 15,0             | 20,6             | 23,3             | 22,8             | 18,3             | 12,2             | 7,2              | 1,7              | 11,2             |
| Середній мінімум, °C    | −6,1             | −5               | −1,1             | 3,9              | 8,9              | 14,4             | 17,8             | 17,2             | 12,8             | 6,7              | 2,2              | −3,3             | 5,7              |
| Норма опадів, мм        | 102              | 102              | 102              | 99               | 81               | 71               | 71               | 97               | 84               | 97               | 114              | 107              | 1125             |
| ----------------------- | ---------------- | ---------------- | ---------------- | ---------------- | ---------------- | ---------------- | ---------------- | ---------------- | ---------------- | ---------------- | ---------------- | ---------------- | ---------------- |
| Джерело: Weatherbase    |                  |                  |                  |                  |                  |                  |                  |                  |                  |                  |                  |                  |                  |

## Демографія
Згідно з переписом 2010 року, у місті мешкали 53 743 особи в 22 435 домогосподарствах у складі 13 595 родин. Густота населення становила 961 особа/км². Було 23480 помешкань (420/км²).
Расовий склад населення:
| - 89,7 % — білих - 3,2 % — азіатів - 3,1 % — чорних або афроамериканців - 0,2 % — корінних американців - 2,0 % — осіб інших рас |

До двох чи більше рас належало 1,8 %. Частка іспаномовних становила 2,6 % від усіх жителів.
За віковим діапазоном населення розподілялося таким чином: 20,7 % — особи молодші 18 років, 64,1 % — особи у віці 18—64 років, 15,2 % — особи у віці 65 років та старші. Медіана віку мешканця становила 41,7 року. На 100 осіб жіночої статі у місті припадало 90,0 чоловіків; на 100 жінок у віці від 18 років та старших — 86,7 чоловіків також старших 18 років.
Середній дохід на одне домашнє господарство становив 84 105 доларів США (медіана — 69 123), а середній дохід на одну сім'ю — 101 050 доларів (медіана — 92 221). Медіана доходів становила 62 100 доларів для чоловіків та 50 659 доларів для жінок. За межею бідності перебувало 6,9 % осіб, у тому числі 8,6 % дітей у віці до 18 років та 5,7 % осіб у віці 65 років та старших.
Цивільне працевлаштоване населення становило 29 079 осіб. Основні галузі зайнятості: освіта, охорона здоров'я та соціальна допомога — 27,5 %, роздрібна торгівля — 11,7 %, фінанси, страхування та нерухомість — 11,1 %.

## Уродженці
- Боббі Аллен (* 1978) — американський хокеїст.